# Vugány
Vugány (románul Vâgani) falu Romániában, Hargita megyében. Közigazgatásilag Maroshévízhez tartozik.

## Fekvése
A falu Maroshévíztől 5 km-re nyugatra, a Gyergyói-medence északkeleti részén helyezkedik el, Hargita megye nyugati határán.